# Roman Krzyżelewski
Roman Piotr Krzyżelewski (ur. 25 stycznia 1949 roku w Rzeczenicy) – oficer dyplomowany polskiej Marynarki Wojennej w stopniu admirała floty, inżynier nawigator, oficer okrętów rakietowych, w trakcie służby dowódca 1 dywizjonu Kutrów Rakietowo-Torpedowych oraz 3 Flotylli Okrętów, w latach 1999–2003 szef Generalnego Zarządu Logistyki P4 Sztabu Generalnego Wojska Polskiego, następnie do 2007 roku dowódca Marynarki Wojennej, odznaczony Orderem Odrodzenia Polski.

## Wykształcenie
Roman Piotr Krzyżelewski urodził się 25 stycznia 1949 roku w Rzeczenicy. W 1967 roku ukończył Liceum Ogólnokształcące im. htm. Stefana Czarnieckiego w Człuchowie i został przyjęty na Wydział Pokładowy Wyższej Szkoły Marynarki Wojennej im. Bohaterów Westerplatte w Gdyni. Po czterech latach studiów w 1971 roku uzyskał tytuł zawodowy inżyniera nawigatora oraz otrzymał promocję na pierwszy stopień oficerski. W okresie od 1977 do 1979 roku odbył podyplomowe studia operacyjno-taktyczne na Wydziale Dowódczym Wyższej Szkoły Marynarki Wojennej. Jest również absolwentem Podyplomowych Studiów Operacyjno-Strategicznych w Akademii Sztabu Generalnego Wojska Polskiego im. gen. broni Karola Świerczewskiego w Warszawie (1988).

## Służba wojskowa
Pierwszy etap jego kariery stanowiła służba na niszczycielu rakietowym ORP „Warszawa” projektu 56AE, który był samodzielnym okrętem 3 Flotylli Okrętów w Gdyni. Początkowo objął stanowisko dowódcy centrali kierowania ogniem artylerii głównego kalibru, a od 1973 do 1975 roku pełnił obowiązki dowódcy grupy artylerii w dziale okrętowym II rakietowo-artyleryjskim. Następnie do 1977 roku był dowódcą działu okrętowego III broni podwodnej. Po ukończeniu w 1979 roku studiów podyplomowych powrócił na „Warszawę”, gdzie wyznaczono go dowódcą stanowiska dowodzenia i naprowadzania lotnictwa. Od 1980 roku był szefem sztabu – zastępcą dowódcy 1 Dywizjonu Kutrów Rakietowo-Torpedowych 3 Flotylli Okrętów. W 1982 roku przejął dowództwo nad tym dywizjonem od kmdr. ppor. Ryszarda Łukasika. W okresie od 1985 do 1987 odbył praktykę sztabową w Dowództwie Marynarki Wojennej na stanowisku starszego oficera specjalisty w Oddziale Operacyjnym Sztabu Głównego Marynarki Wojennej. W 1988 roku został szefem sztabu – zastępcą dowódcy 3 Flotylli Okrętów im. kmdr. Bolesława Romanowskiego. Od marca 1989 do kwietnia 1996 roku był dowódcą 3 Flotylli Okrętów. Później pełnił funkcję szefa Szkolenia Marynarki Wojennej – zastępcy dowódcy Marynarki Wojennej. W 1999 roku w stopniu wiceadmirała przeniesiono go do Sztabu Generalnego Wojska Polskiego na szefa Generalnego Zarządu Logistyki P4.
25 września 2003 roku z rąk prezydenta Aleksandra Kwaśniewskiego odebrał awans na stopień wojskowy admirała floty. 1 października 2003 roku zastąpił adm. floty Ryszarda Łukasika na stanowisku dowódcy Marynarki Wojennej. 3 października 2006 roku prezydent Lech Kaczyński powierzył mu dalsze pełnienie obowiązków w kadencji 2006-2009. 10 lipca 2007 roku adm. floty Roman Krzyżelewski złożył prośbę o zwolnienie z zawodowej służby wojskowej. Swoją decyzję uzasadnił brakiem wpływu na obsadę kierowniczych stanowisk w Dowództwie Marynarki Wojennej. Został odwołany z dniem 11 listopada 2007 roku.

## Awanse
- podporucznik marynarki – 1971
- porucznik marynarki – 1974
- kapitan marynarki – 1977
- komandor podporucznik – 1981
- komandor porucznik – 1984
- komandor – 1988
- kontradmirał – 1992
- wiceadmirał – 1999
- admirał floty – 2003

Źródło:

## Odznaczenia
- Krzyż Komandorski Orderu Odrodzenia Polski[3]
- Krzyż Oficerski Orderu Odrodzenia Polski
- Krzyż Kawalerski Orderu Odrodzenia Polski
- Srebrny Krzyż Zasługi
- Złoty Medal „Siły Zbrojne w Służbie Ojczyzny”
- Srebrny Medal „Siły Zbrojne w Służbie Ojczyzny”
- Srebrny Medal „Za Zasługi dla Obronności Kraju”
- Medal „Milito Pro Christo”[4]
- Komandor Legii Zasługi (USA)
- Pierścień Hallera